# ژرفای ناشناخته
«ژرفای ناشناخته» (به انگلیسی: Deep Unknown) تک‌آهنگی از استراتوواریوس است که در سال ۲۰۰۹ میلادی منتشر شد.